# Ceroma hessei
Espèce
Ceroma hessei est une espèce de solifuges de la famille des Ceromidae.

## Distribution
Cette espèce est endémique de Tanzanie. Elle se rencontre vers Arusha.

## Description
Le mâle holotype mesure 12 mm.

## Publication originale
- Roewer, 1933 : Solifuga, Palpigrada. Dr. H.G. Bronn's Klassen und Ordnungen des Thier-Reichs, wissenschaftlich dargestellt in Wort und Bild. Akademische Verlagsgesellschaft M. B. H., Leipzig. Fünfter Band: Arthropoda; IV. Abeitlung: Arachnoidea und kleinere ihnen nahegestellte Arthropodengruppen, vol. 2/3, p. 161–480 (texte intégral).